# Imperial Ordem de São Bento de Avis
A Imperial Ordem Militar de São Bento de Avis é uma antiga ordem militar brasileira, originada a partir da portuguesa Ordem Militar de Avis, a qual por sua vez remonta à medieval Ordem de São Bento de Avis. Essa ordem medieval foi aparentemente originada na Espanha, a partir da Ordem de Calatrava; outra teoria informa ter-se originado em Portugal no século XII, sob D. Afonso Henriques.

## Criação e regulamentação
Foi reformada por D. João VI de Portugal no Rio de Janeiro em 5 de julho de 1809.
Foi conservada como ordem brasileira pelo imperador D. Pedro I a 20 de outubro de 1823. A chancelaria que cuidava dos registros da ordem brasileira pertencia ao Ministério do Império. Destituiu-se seu caráter religioso e foi reformada pelo imperador D. Pedro II por meio de decreto de 9 de setembro de 1843 e por ele alterada como recompensa por serviços militares em 7 de dezembro de 1861.
A Ordem consistia no imperador como grão-mestre e o herdeiro aparente era comendador-mor.
Foi mantida após a proclamação da República, juntamente com a Imperial Ordem do Cruzeiro, por determinação do Marechal Deodoro da Fonseca, pelo decreto n.º 227 F de 22 de março de 1890. Até sua extinção definitiva, por meio da Constituição de 1891 em 24 de fevereiro desse ano, chegou da Fonseca a distribuir as ordens de Avis e do Cruzeiro a 724 pessoas.
Após o banimento da família imperial brasileira, a ordem foi mantida por seus membros em caráter privado, sendo seu grão-mestre o chefe da casa imperial brasileira. Hoje é outorgada pelo Grão-mestre Principe Dom Pedro Bourbon de Orleans e Bragança, de Petropolis, Brasil. 
Pelo decreto n.º 4328 de 15 de novembro de 1901, criou-se uma medalha honorífica que leva seu nome, reservada a condecorar militares brasileiros das três armas. Também, a Ordem do Mérito Militar, criada por decreto n.º 24660 de 11 de junho de 1934, apresenta a cruz florenciada em referência à Imperial Ordem de Avis.

## Características

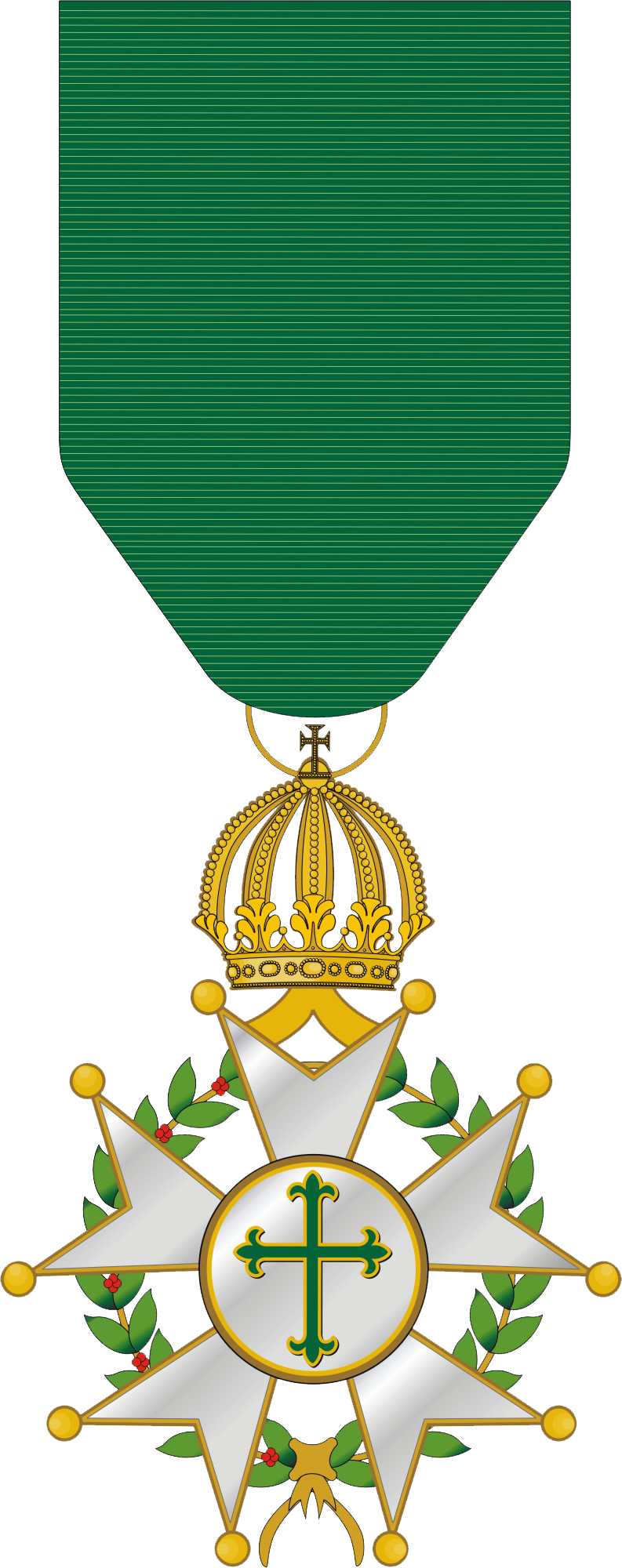
Medalha de Oficial da Imperial Ordem de São Bento de Avis

### Insígnia
Grã-cruz
- Anverso: estrela branca de cinco pontas bifurcadas e maçanetadas, assentada sobre guirlanda de ramos de café e fumo, pendente de coroa imperial. Ao centro, medalhão redondo branco, com cruz florenciada, de verde, bordada d'ouro.

### Fita e banda
De cor verde, com duas orlas brancas.

### Graus
- Grã-Cruz (com o tratamento de Excelência)
- Dignitário
- Comendador
- Oficial
- Cavaleiro

## Titulares
- Luís Alves de Lima e Silva, duque de Caxias
- Almirante Alexandrino de Alencar
- Felipe Joaquim da Cunha e Castro, tenente-coronel de Cavalaria
- Marechal Carlos Frederico Lecor, visconde de Laguna.
- Giacomo Raja Gabaglia, militar, matemático e professor de ensino superior
- Marechal Joaquim Xavier Curado, governador de Santa Catarina, barão e conde de São João das Duas Barras